# Clinton (Connecticut)
Clinton ist eine Stadt im Middlesex County im US-Bundesstaat Connecticut, Vereinigte Staaten, mit 13.612 Einwohnern (Stand: 2005). Die geographischen Koordinaten sind: 41,28° Nord, 72,53° West. Das Stadtgebiet hat eine Größe von 49,3 km².